# Bianca Modenese
La Bianca Modenese,  o Bianca Valpadana, è una razza bovina autoctona dal mantello bianco latteo, tipica del territorio modenese.

## Storia
Le prime fonti storiche che trattano dell'esistenza di questo capo, affondano alla metà del 1800 e, agli inizi del 1900, si contavano, all'incirca, 50.000 capi che sarebbero aumentati a 230.000 dopo mezzo secolo.
Nel 1935 un decreto disciplinava i caratteri tipici di questa razza, aggiungendo la denominazione di Bianca Val Padana.
Nata come razza utilizzata dai contadini italiani anche per la lavorazione dei campi, questa sua terza attitudine viene gradualmente a perdersi nel dopoguerra grazie all'invenzione dei trattori e dei mezzi agricoli e sarà allevata solo per la produzione di latte e carne. Gradualmente è stata sostituita con capi che garantiscano una maggiore produzione, facendo diminuire sensibilmente il numero di capi (nel 1994 se ne contavano 750 tra le province di Modena e Reggio Emilia). Per tale motivo la FAO ha inserito tale capo tra gli animali a rischio estinzione, pur rilevando come sia in atto un programma per invertire tale tendenza. In provincia di Modena è nato nel 2006 un consorzio di allevatori e caseifici per la preservazione della razza e la produzione di Parmigiano-Reggiano in purezza, che a fronte di un prezzo più elevato presenta migliori caratteristiche organolettiche ed una conservabilità decisamente maggiore. Alcuni allevatori conferiscono assieme a quello di altre razze più diffuse anche il pregiato latte di Bianca, con produzione giornaliera limitata (18-25 litri) ma di alta qualità proteica e rapporto proteine-grassi ideale, a caseifici che lo utilizzano assieme per migliorare le caratteristiche del formaggio. A parziale vantaggio della Bianca Modenese va aggiunto che ogni capo resta in lattazione mediamente diversi anni più a lungo delle altre razze comunementi utilizzate perché più efficienti (fino a 40/50 litri/die). Il Parmigiano-Reggiano di Bianca Modenese è prodotto ora ad una media di 10 forme/die da tre caseifici, due in alto Appennino ed uno (non associato ufficialmente al Consorzio) nella Pedemontana. Una vicenda simile ma con esiti produttivi e commerciali migliori è quella del Parmigiano-Reggiano prodotto con latte di Vacca Rossa Reggiana.  

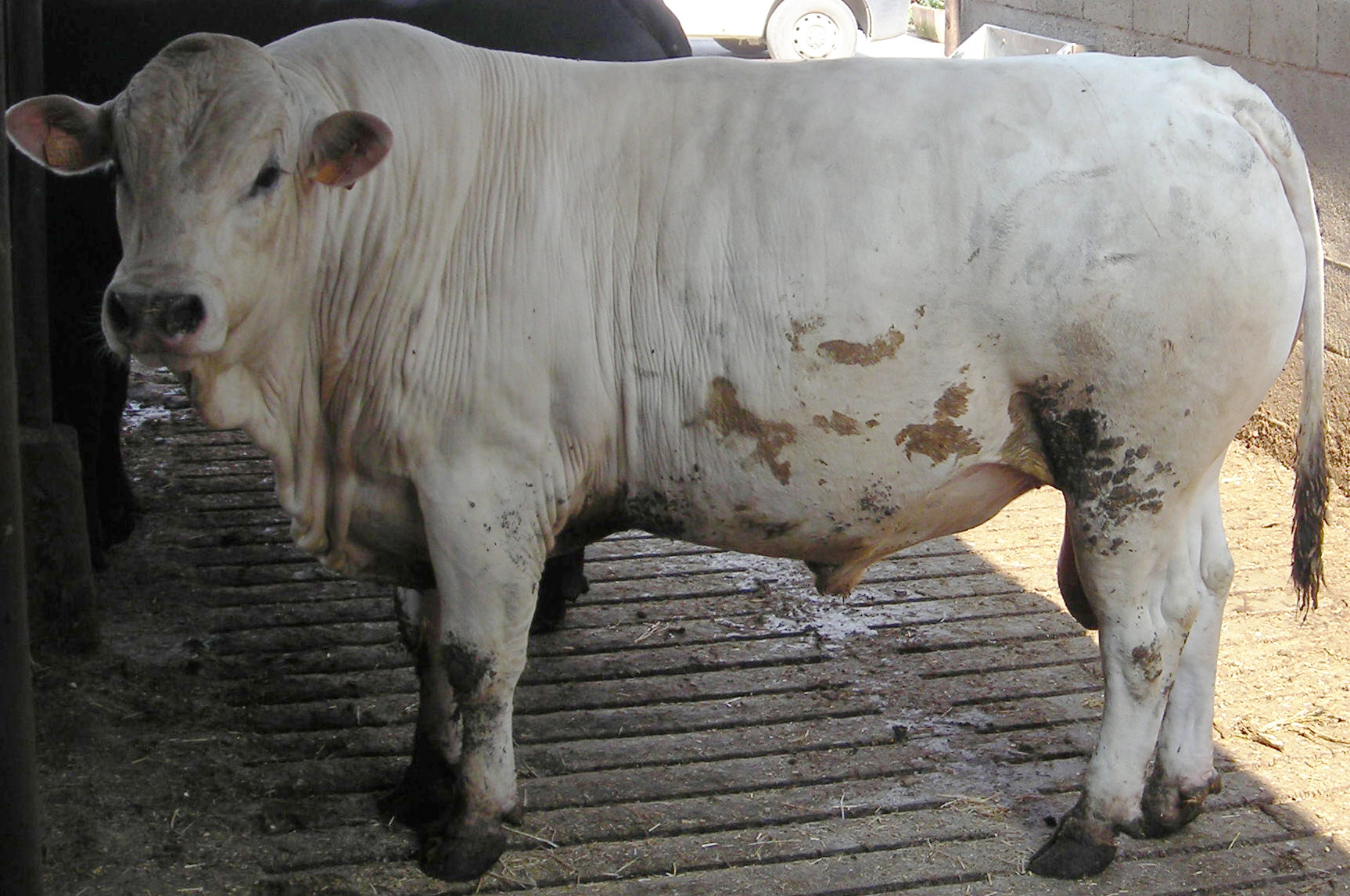
Toro di Bianca Modenese

## Evoluzione della consistenza numerica e del numero di allevamenti
| Anno | Capi censiti | Capi registrati | Vacche censite | Vacche registrate | Tori registrati | Allevamenti registrati |
| ---- | ------------ | --------------- | -------------- | ----------------- | --------------- | ---------------------- |
| 1940 | 237.000      |                 |                |                   |                 |                        |
| 1983 | 1416         | 568             | 635            | 342               | 16              | 52                     |
| 1991 |              | 1088            |                | 670               | 18              | 178                    |
| 1997 |              | 788             |                | 418               | 4               | 117                    |

## Dati ai controlli funzionali
| Anno | Capi controllati (latte) | Kg latte | % Grasso | % Proteina | Days-open (giorni) | Età I parto | Numero di parti |
| ---- | ------------------------ | -------- | -------- | ---------- | ------------------ | ----------- | --------------- |
| 1983 | 294                      | 4136     | 3.45     | 3.31       | 78                 | 27.17       | 3.12            |
| 1998 | 193                      | 4593     | 3.42     | 3.36       | 87                 | 33.10       | 2.94            |
| 1999 | 215                      | 4668     | 3.36     | 3.35       | 90                 | 31.26       | 3.19            |